# تامی گمل
تامی گمل (انگلیسی: Tommy Gemmell؛ ۱۶ اکتبر ۱۹۴۳ – ۲ مارس ۲۰۱۷) یک بازیکن فوتبال اهل اسکاتلند بود.

## باشگاهی
از باشگاه‌هایی که در آن بازی کرده‌است می‌توان به باشگاه فوتبال داندی، باشگاه فوتبال ناتینگهام فارست، باشگاه فوتبال سلتیک اشاره کرد.

## تیم ملی
وی همچنین در تیم ملی فوتبال اسکاتلند و Scottish League XI بازی کرده است.